# Caere

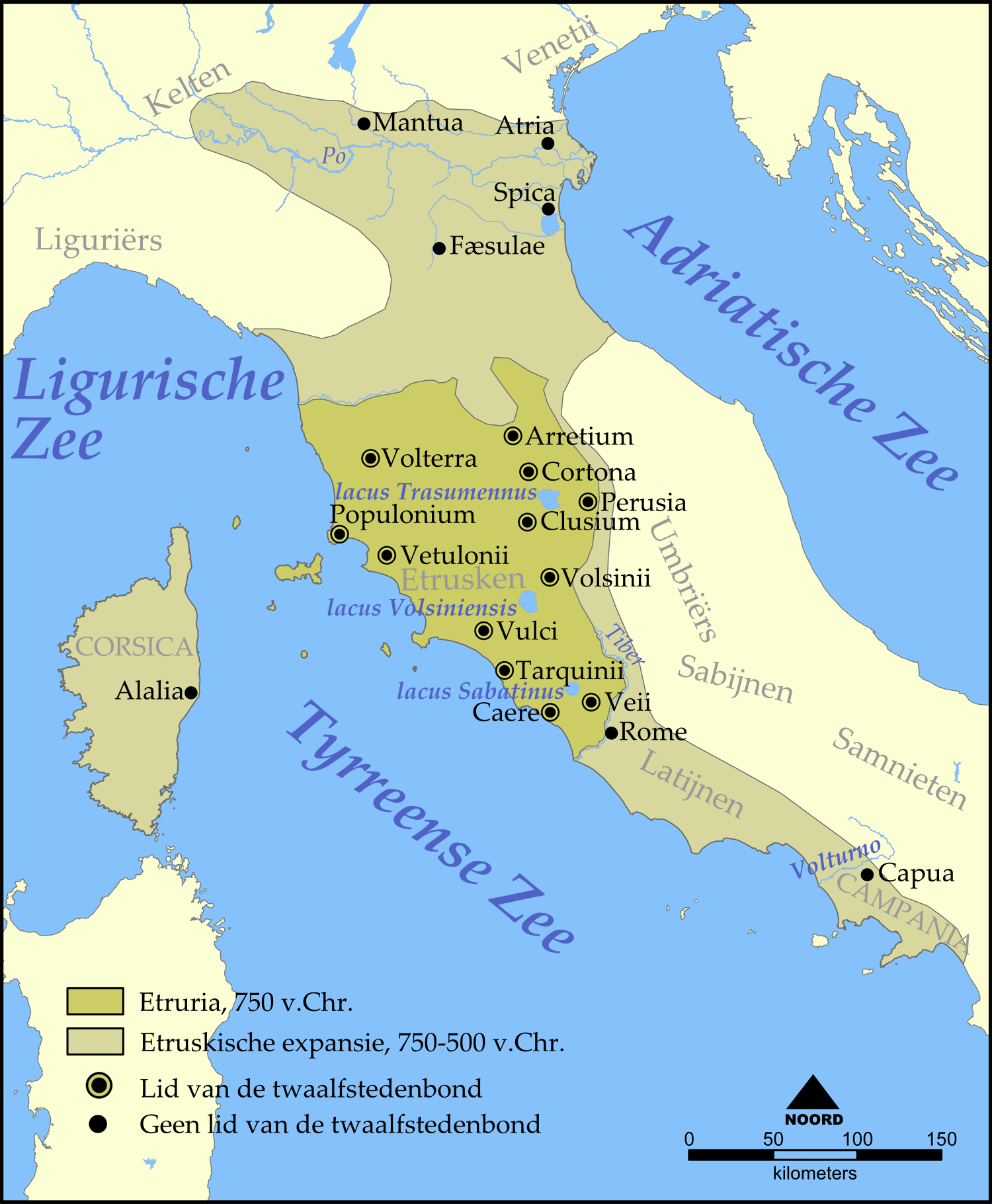
Etrurië en de Etruskische expansie (750-500 v.Chr.).

Caere was een belangrijke stad in het zuiden van Etrurië, gelegen op de plaats van het huidige Cerveteri, ongeveer 8 km van de kusten van de Tyrreense Zee De stad bevond zich ongeveer 40 km ten noordwesten van Rome op een heuvel van tufsteen, een vulkanisch sedimentair gesteente. De stad lag ongeveer 100 m boven de zeespiegel op de vulkanische heuvel en was enkel vanuit het noordoosten toegankelijk. In de nabijheid van Caere stroomden er twee kleine riviertjes, de Fosso del Manganello en de Fosso della Mola.

## Herkomst van de naam
Caere werd volgens de overlevering gesticht door Pelasgen uit Thessalië, die de stad Agylla noemden (Strabo V, 2, 3 en Plinius III, 5, 51). Strabo vermeldt ook dat er in Delphi een 'Schathuis van de Agyllaei' was. Met die naam werden de inwoners ook door Herodotus (I, 167) nog aangeduid in de 2e helft van de 5e eeuw v.Chr. De Etrusken noemden de stad Caere of ook wel Caisria/Cisra. De Romeinen noemden de inwoners Caeretani. Bij de Feniciërs was de stad bekend als Kyšryʼ.

## Havens en overzeese handel
Oorspronkelijk deden de bewoners vooral aan landbouw, maar in de loop der tijd werden er drie havens aangelegd: een in Pyrgi, (nu bekend als Santa Severa), een in Alsium (nu bekend als Ladispoli) en een in Punicum (nu bekend als Santa Marinella). Van al deze havens was die van Pyrgi de belangrijkste. In Pyrgi bevond zich ook een tempel. Volgens Strabo (V, 2, 8) was deze gesticht door de Pelasgen, gewijd aan Eileithyia en zeer zeer rijk, maar werd hij door Dionysius I, de tiran van Syracuse, in 384 v.Chr. verwoest toen hij een expeditie ondernam naar Corsica). Door de aanleg van de drie havens ontwikkelde Caere zich tot belangrijkste zeehandelscentrum van Etrurië. 

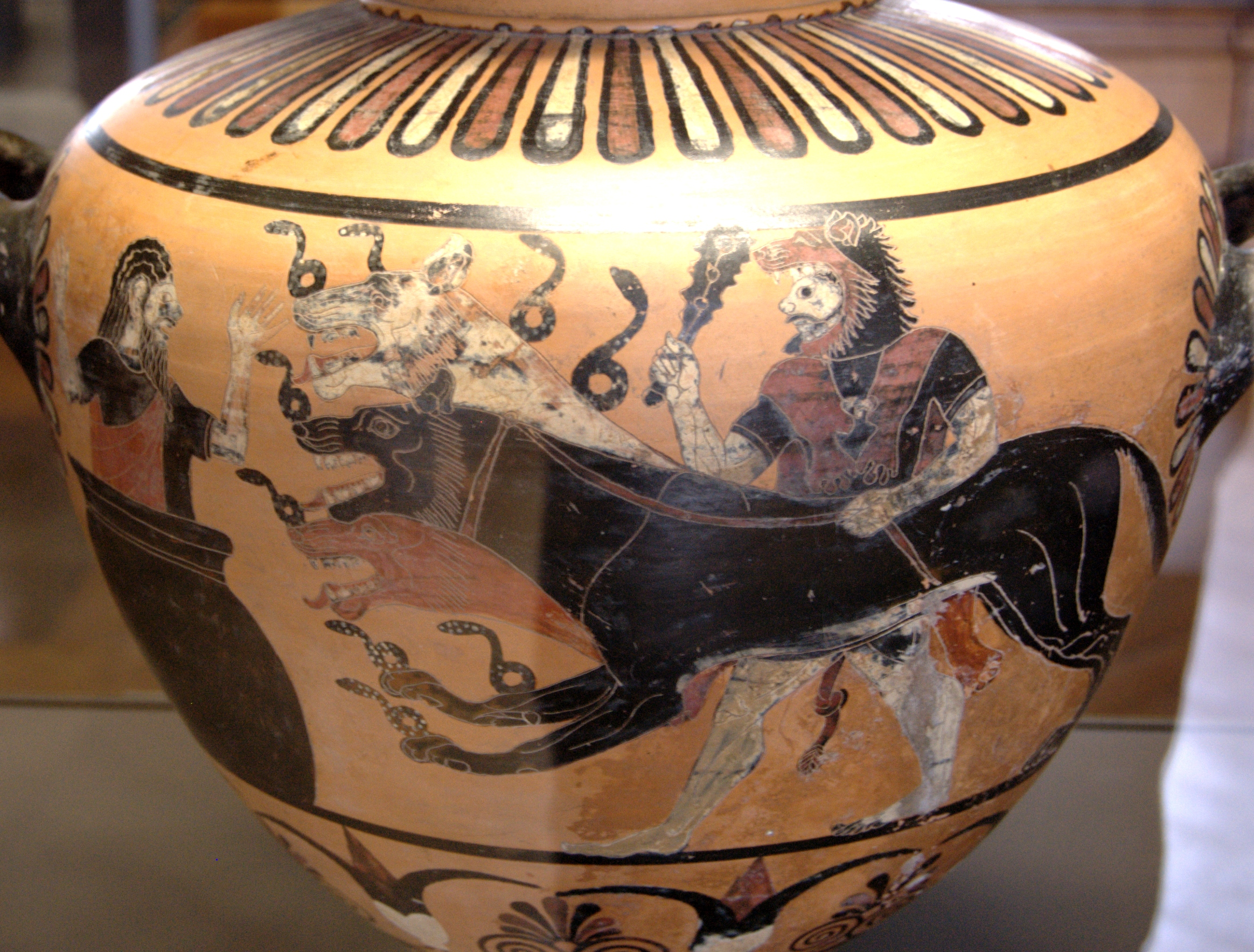
Etruskische vaas uit Caere (ca. 525 v. Chr.) Heracles brengt de hellehond Cerberus bij Eurystheus. (Louvre)

Het belangrijkste exportproduct van de Caeritani waren de ertsen uit de Tolfabergen (ijzererts), maar ook op het vlak van algemene smeedkunst, goudsmeedkunst en keramiek (vooral vazen) waren zij uitermate actief.
Caere onderhield verschillende handelsbetrekkingen o.a. met de Carthagers, de stad Korinthe op de Peloponnesus en de Grieken uit Zuid-Italië. De handel leverde Caere niet alleen voordelen op, maar ook een conflict met de Grieken (zie Caere als oorlogsmacht). Ondanks de conflicten werd de uitwisseling tussen Grieken en Caeretani nog groter: de Caeretani raadpleegden het Orakel van Delphi en offerden waardevolle gewijde giften aan Apollo.

## Culturele en politieke geschiedenis
De oudste voorbeelden van bucchero aardewerk kwamen uit Caere en men veronderstelt dat deze typisch Etruskische keramiek hier werd ontdekt. Caere was een stad die deel uitmaakte van de Dodekapolis, beter bekend als het Twaalfstedenverbond van de Etrusken. Dit was een verbond dat een aantal, niet altijd precies twaalf, autonome Etruskische steden hadden gevormd en waarbij er jaarlijks een bijeenkomst was gepland. De Caeretani beheersten het gebied tussen Tarquinia en Veii, twee andere belangrijke steden.
De expansiepolitiek van de Grieken werd steeds heftiger en de Caeretani zagen zich genoodzaakt om een verbond tegen de Phoceërs te sluiten met Carthago. Nochtans hadden de Caeretani goede handelsbetrekkingen met de Grieken, maar de inwoners van Caere voelden zich bedreigd. De geallieerden versloegen de Phoceërs in 535 v.Chr. in de slag bij Alalia te Corsica, waarbij de Phoceense vloot werd verwoest door de vloten van Carthago en van Caere.
Al sinds lange tijd hadden de inwoners van Caere een goede verstandhouding met de inwoners van Rome. Tijdens de Gallische invasies nam de Romeinse bevolking sterk af, maar de Romeinen kregen wel steun van de Caeretani o.a. door de Vestaalse maagden onderdak te bieden tijdens de invasies.
In 353 v.Chr. kwam er echter een kort einde aan de vriendschap tussen Rome en Caere, want de Caeritani kozen om uit medeleven voor de inwoners van Tarquinia de wapens op te nemen tegen Rome, maar al gauw werden ze weer bondgenoten.
Ondanks de korte rivaliteit verkregen de inwoners van Caere als eerste volk de status van civitas sine suffragio van Rome. Dit hield in dat de Caeretani een aantal burgerrechten kregen toegekend, maar ze verworven desondanks geen stemrecht. Men kan het dus als een soort van halfburgerrecht beschouwen.
In 293 of 273 v.Chr. - Livius en Dionysius van Halicarnassus zijn het oneens over het precieze jaartal – kwam er een nieuwe Etruskische opstand en die had zware gevolgen voor Caeretani. Als straf verloor Caere ongeveer de helft van z’n grondgebied aan Rome. Het ging hier voornamelijk om stroken aan de kust die door de Romeinen gekoloniseerd werden: vanaf toen werden Fregenae, Alsium, Pyrgi en Castrum Novum Romeinse kolonies. De eens zo befaamde metropool was niet meer dan een dorp geworden door deze sancties. Dit is met name te wijten aan de instorting van de economie, die vooral gebaseerd was op maritieme handel.
Door het verlies van de kuststroken was Caere niet meer bij machte zich opnieuw te herstellen. Van de vriendschap tussen Rome en Caere was weinig of geen sprake, hoewel de Caeretani in de Tweede Punische Oorlog, de strijd tegen Hannibal, proviand en graan leverden aan de Romeinen.
Tijdens de regeerperiode van keizer Augustus bleef de stad in verval, maar toch zouden Tiberius en Augustus zelf inspanningen gedaan hebben om Caere opnieuw erbovenop te helpen. Strabo bericht dat Caere een kleine heropflakkering van de bloeiperiode kende, maar het werd nooit meer de stad van weleer. Het kwam zelfs zover dat een deel van de bevolking later in oostelijke richting trok en er Caere novum, nu bekend als Ceri, stichtte. Een vermoedelijke verklaring voor de exodus is de dreiging van barbaren en Saracenen.

## Belangrijkste archeologische restanten

### De necropolen van Caere

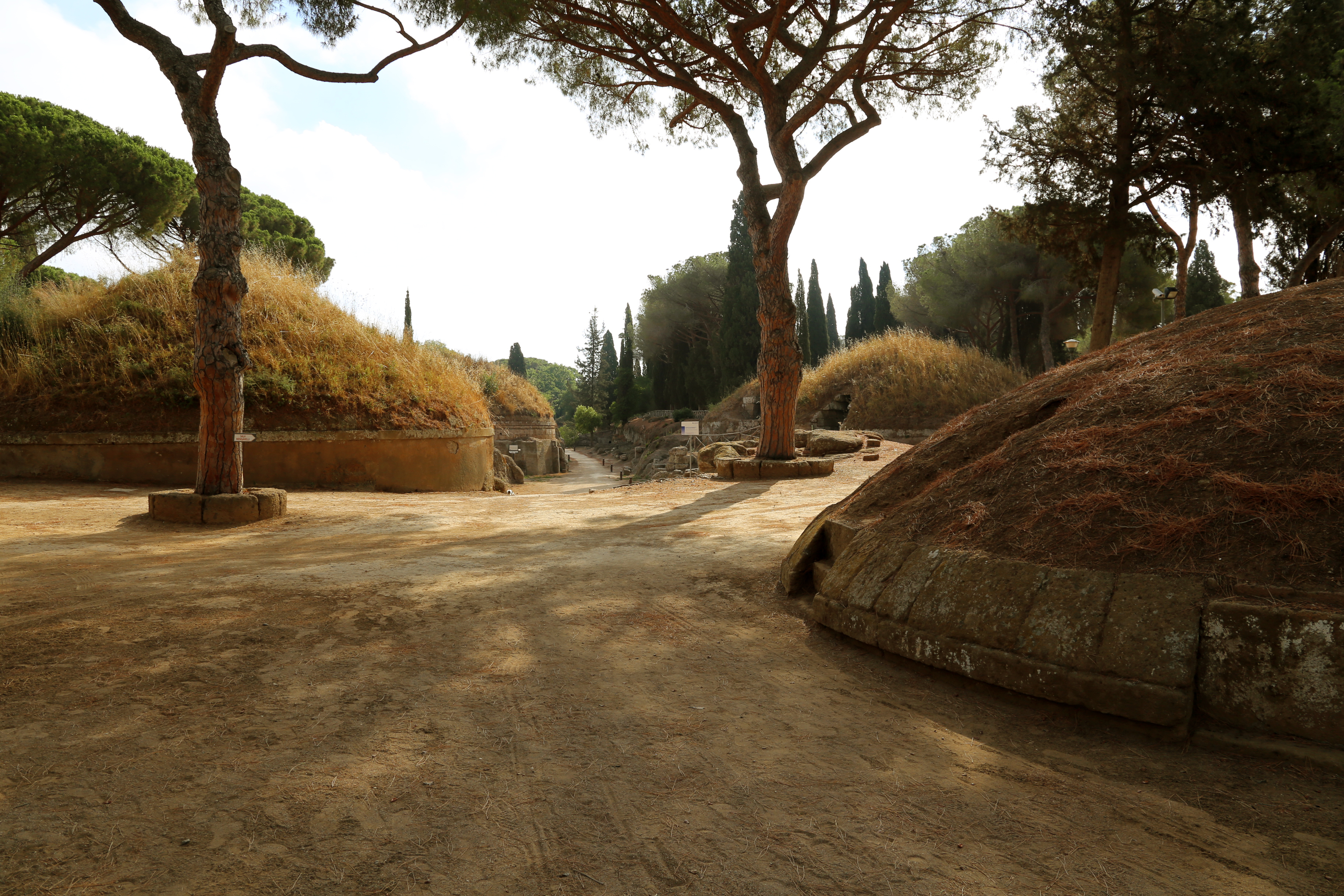
De Banditaccia-necropolis bij Caere

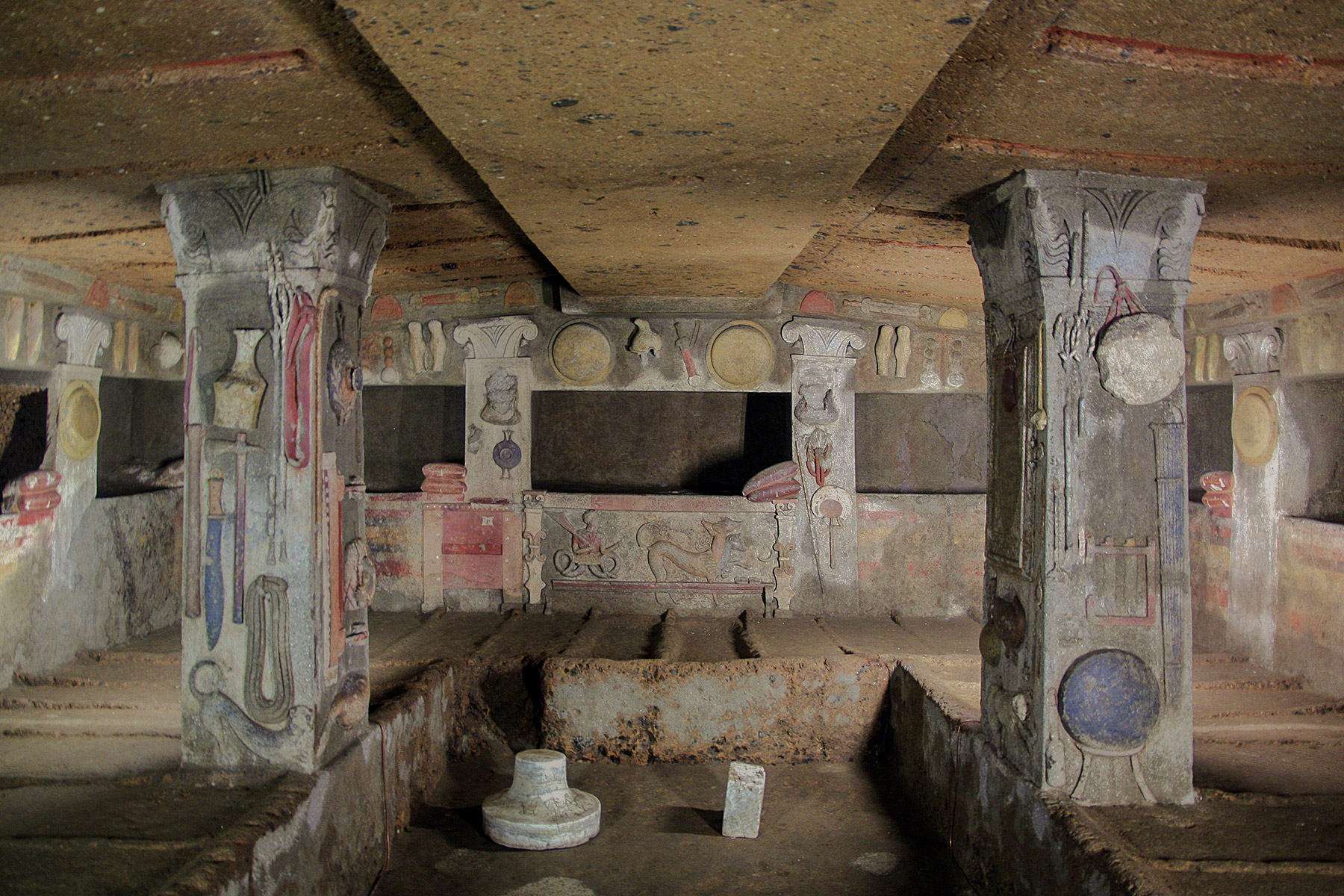
Interieur van het Graf van de Reliëfs.

In de zevende eeuw v.Chr. zette de grafarchitectuur zich door in Caere en de necropolen van het huidige Cerveteri zijn vandaag de dag nog altijd indrukwekkend. Ze staan bekend om hun fabelachtige architectuur. Een van de grootste grafcomplexen zijn de Necropoli del Sorbo.
Hier bevindt zich de beroemde Regolini-Galassitombe, die in 1836 opgegraven werd. De grafkamer is genoemd naar de ontdekkers van de tombe, Allesandro Regolini en Vincenzo Galassi. Het graf dateert uit ca. 675 v.Chr. en is bekend geworden door zijn vele grafvondsten: een bronzen uitrusting, een bed, schilden, een wagen met vier wielen, een bronzen ketel met gevleugelde stieren en leeuwen in reliëf en zes uitstekende leeuwenhoofden als protomen en een troon. Ook een gouden fibula en gouden armbanden behoorden tot de grafgiften. Deze bevinden zich nu in het Museo Gregoriano Etrusco in het Vaticaan.
Door de vele kostbare voorwerpen die er gevonden werden, is de tombe van Regolini-Galassi een van de belangrijkste Etruskische vindplaatsen inzake archeologische grafvoorwerpen. De inhoud werd meteen na de vondst overgebracht naar de Vaticaanse Musea, waar het de kern vormde van het nieuw ingerichte Museo Etrusco Gregoriano. Het tweede grote grafcomplex vormen de Necropoli Della Banditaccia. Het is een echte dodenstad, inclusief straten en pleinen. Deze necropool ligt op de noordwestelijk gelegen heuvel La Banditaccia en is vooral bekend voor het Graf van de Reliëfs uit de 2de helft van de 4de eeuw v. Chr.

### Andere archeologische restanten
Van de zes bekende tempels, zijn er slechts twee officieel opgegraven: een op de noordelijke heuvelrug, de zogenaamde Manganello-tempel, en een in de nabijheid ervan. De tweede tempel was gewijd aan Hera en werd frequent door Grieken bezocht, zoals af te leiden is uit inscripties en beschilderde tegels.
De loop van de zes kilometer lange verdedigingsmuur, die dateert uit de 4e eeuw v.Chr., is nog altijd herkenbaar, alsook de plaatsen van een achttal torens. In het midden van de stad bevindt zich een theater dat in 1846 opgegraven werd. De opgravingen brachten ook veel Romeinse bouwwerken aan het licht, vaak voorzien van inscripties.